# Bitwa pod Anchialos (917)
Bitwa pod Anchialos – bitwa pomiędzy siłami bułgarskimi a bizantyjskimi, która miała miejsce 20 sierpnia 917 roku przy rzece Anchialos, blisko bułgarskiego wybrzeża czarnomorskiego.
Bułgarzy odnieśli zdecydowane i zarazem jedno z najwspanialszych militarnych zwycięstw, które nie tylko zabezpieczyło poprzednie zdobycze Symeona I, ale także uczyniło z niego de facto władcę całego Półwyspu Bałkańskiego, wyłączając Konstantynopol i Peloponez.
Bitwa była jedną z największych i najkrwawszych w średniowiecznej Europie, przynosząc katastrofalny skutek dla bizantyjskiej armii. Do jej skutków należało oficjalnie uznanie tytułu cesarskiego bułgarskich monarchów, a potem afirmację bułgarskiej równości wobec Bizancjum.